# Amanda Andradóttir
Amanda Jacobsen Andradóttir, född 18 december 2003 i Molde i Norge, är en isländsk-norsk fotbollsspelare som spelar för Valur. Hon har även spelat för Islands landslag. 
Andradóttirs far Andri Sigþórsson och hennes farbror Kolbeinn Sigþórsson har båda spelat landslagsfotboll för Island.

## Klubbkarriär
Andradóttir är född i Molde i Norge och flyttade med sin familj till Island som femåring. Hon spelade ungdomsfotboll i Víkingur och Valur innan det 2019 blev en flytt till danska Fortuna Hjørring. Andradóttir spelade för klubbens U18-lag men tränade med A-laget. I augusti 2020 skrev hon på ett tvåårskontrakt med Nordsjælland i danska högstaligan.
I december 2020 återvände Andradóttir till Norge då hon skrev på ett treårskontrakt med Vålerenga. I december 2021 värvades Andradóttir av Kristianstads DFF, där hon skrev på ett tvåårskontrakt. Andradóttir gjorde totalt tre mål på 40 matcher i Damallsvenskan för Kristianstads DFF.
I juli 2023 återvände Andradóttir till Island och skrev på för Valur.

## Landslagskarriär
Andradóttir debuterade för Islands U16-landslag den 7 maj 2019 i en 6–0-vinst över Bulgarien, där hon blev inbytt i den 50:e minuten. Två dagar senare gjorde hon fyra mål i en 15–0-vinst över Nordmakedonien. Totalt gjorde Andradóttir åtta mål på sju matcher för U16-landslaget under 2019. Mellan 2019 och 2020 gjorde hon även två mål på fem matcher för U17-landslaget.
Andradóttir som även har ett norskt medborgarskap blev under 2021 uttagen i Norges U19-landslag. Andradóttir blev då tvungen att välja landslag och valde Island där hon den 6 september 2022 för första gången blev uttagen i A-landslaget till en kvalmatch till VM 2023 mot Nederländerna. Andradóttir debuterade för A-landslaget den 21 september 2021 i en 2–0-förlust mot Nederländerna, där hon blev inbytt på övertid mot Gunnhildur Yrsa Jónsdóttir.